# Joseph Laubinger
Joseph Laubinger, né le 15 juin 1921 à Berghaupten et mort le 26 mai 1994, est un survivant de camp de concentration nazi.

## Biographie
Il a été arrêté en mars 1943 et déporté à la prison de Stuttgart puis au «camp tzigane d'Auschwitz » et tatoué avec le nombre Z 9358.
En 1944, il est transféré au camp de concentration de Dachau. Dans le camp, il devient, avec Ernst Mettbach, le cobaye des expériences effectuées par Wilhelm Beiglböck.
Il témoigne au Procès des médecins, en 1946-1947.